# 克洛维四世
克洛維四世（法語：Clovis IV；680年—695年3月），有時會被稱為克洛维三世（若認為之前的克洛维三世是篡位者），法兰克王国墨洛温王朝的全法蘭克國王（691年4月12日—695年3月在位）。提烏德里克三世與王后克洛蒂爾德的長子、希爾德貝爾特三世的兄長。

## 生平
克洛維四世在位期間只是他的舅父兼奧斯特拉西亞宮相赫斯塔的丕平（母親克洛蒂爾德是安塞吉塞與聖白加的女兒）的傀儡統治者。
墨洛溫王朝後期的國王均被稱為懶王、無為王，因政權掌握在丕平手中。
克洛維四世於11歲時，父親提烏德里克三世逝世，以長子身份繼承王位。在位4年，克洛維四世於695年逝世，只有15歲。死后他的弟弟希尔德贝尔特三世接替了他的繼承他的王位。

## 家庭
克洛维死的时候还没有结婚，所以没有后代。他那边的支系也就此断絕。